# 聖馬利亞教堂 (維斯馬)
53°53′28″N 11°27′45.9″E / 53.89111°N 11.462750°E
聖馬利亞教堂（德語：Marienkirche）是位於德國城市維斯馬市中心的一座教堂。聖馬利亞教堂的圓頂高32.2米，尖塔高82.5米，是維斯馬最高的教堂。

## 外部連結

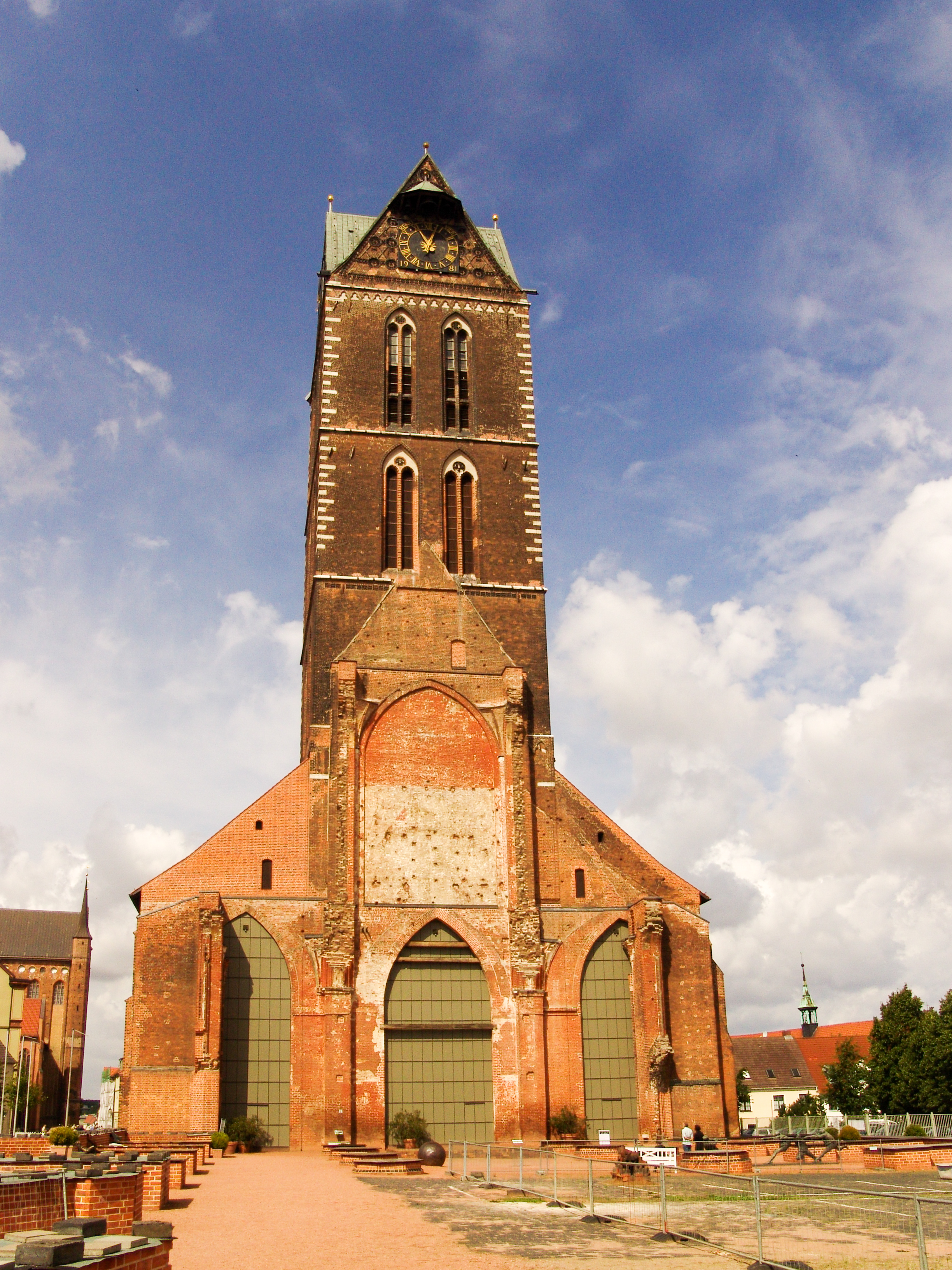
聖馬利亞教堂

- Private Homepage zur Sprengung der St. Marienkirche in Wismar
- YouTube Video der Sprengung （页面存档备份，存于）